# Frang Bardi
Frang Bardi (lat. Franciscus Blancum, ital. Francesco Bianchi, alb. Frang Bardhi; 1606–1643) je bio albanski biskup i autor biografije o Skenderbegu i brojnih drugih tekstova vezanih za Albance.
Rođen je u mestu Kalmet ili u mestu Nenšat u oblasti Leš. Potiče iz porodice u kojoj je bilo mnogo članova na visokim pozicijama u hijerarhiji katoličke crkve, državne uprave i vojnih zapovednika Mletačke republike. Njegov ujak je bio biskup Sapa i Sarda. Studirao je teologiju u Italiji i 1636. bio postavljen za biskupa Sapa i Sarda.
Pisao je tekstove za Kongregaciju za jevanđelizaciju naroda. Napisao je prvi latinsko-albanski rečnik sa 5.640 unosa i biografiju Skenderbega.

## Biografija
- , Rim 1635
- -{Per Franciscum Blancum, De Alumnis Collegij de Propaganda Fide Episcopum Sappatensem etc. Venetiis, Typis Marci Ginammi, MDCXXXVI (1636)

}-

## Spoljašnje veze
- "Description and information on the state of the bishopric and parish churches of the Diocese of Sapa, subjected to the tyranny of the Turks"
- Albanian Literature, Section 1.6, by Robert Elsie, pages 24-27
- Dictionarivm Latino Epiroticvm per R. D. Franciscvm Blanchvm